# Бангладеська така
Така – грошова одиниця Бангладеш. Одна така дорівнює 100 пойша (пайс). Міжнародне позначення – BDT. Символ – Tk.
Нині в грошовому обігу знаходяться монети: 25, 50 пайс; 1, 2, 5 так, а також банкноти номіналом у 2 таки, 5, 10, 20, 50, 100, 500, 1 000 так, випущені Банком Бангладеш.

## Історія
З липня 1948 року на території Східного Пакистану в обігу перебувала пакистанська рупія. У 1971 році була проголошена незалежність Бангладеш, а 1 січня 1972 року почав операції Банк Бангладеш і запроваджена нова грошова одиниця — така.
Спочатку було встановлено курс таки до фунта стерлінгів на рівні курсу індійської рупії: 18,9677 таки = 1 фунт стерлінгів. 19 травня 1975 офіційний курс був знижений до 30 така = 1 фунт. Надалі до січня 1983 зберігалася прив'язка таки до фунта стерлінгів, але курс неодноразово змінювався:
- З 25 квітня 1976 — 28,10;
- З 7 червня 1976 — 26,70;
- З 3 листопада 1976 — 25,45.

## Банкноти
До проголошення незалежності на території Бангладешу, який раніше був Східним Пакистаном основною валютою була пакистанська рупія. А вже з 1972 року було введено в обіг нову фінансову одиницю, яка курсує і зараз – така.
На даний час в обігу є 1, 2, 5, 10, 20, 50, 100, 500, 1000 бангладешських таків, кольорова гама в основному складається з оранжевого та зеленого кольорів. На паперових купюрах присутній водяний знак у вигляді символічної голови тигра. На різних номіналах зображено тварин, офіційний герб, будівлі національного значення та видатних діячів культури і політики.
Уряд цієї країни у 2001 році провів цікавий експеримент – випустив у обіг банкноти номіналом 10 так, виготовлені з полімеру. Серед засобів захисту в таких купюр є захисна нитка та прозоре віконце з зображенням по центру квітки лотоса, водяні знаки відсутні. На даний час планується замінити всі паперові купюри на полімерні, проте дана постанова ще не приведена у виконання.
Іноземні туристи в Бангладеш можуть спокійно розплачуватися американськими доларами – вони розповсюджені навіть у віддалених районах країни, проте краще виміняти їх на таки – це допоможе значно зекономити на покупках.

Така вважається практично неконвертованою валютою, тобто її важко обміняти за межами Бангладеш, навіть в сусідній Індії, це варто взяти до уваги туристам, які планують відвідати цю країну.